# شریف عرفه
شریف عرفه (عربی: شرف عرفة؛ زادهٔ ۲۵ دسامبر ۱۹۶۰) کارگردان فیلم اهل مصر است.